# Vlasta Matulová
Vlasta Matulová (née le 31 octobre 1918 à Brno, en Tchécoslovaquie et morte le 18 avril 1989 à Prague) est une actrice tchécoslovaque de théâtre, de cinéma et de télévision.

## Biographie
Diplômée du département d'art dramatique du Conservatoire de Brno en 1937, Vlasta Matulová commence à jouer au Théâtre national de Brno en 1937-1938. Elle a ensuite rejoint la compagnie de théâtre K. Jičínský (1938/1939) puis travaille pendant une saison au Východočeské divadlo Pardubice (cs). 
De 1940 jusqu'à sa retraite en 1984, elle est membre de la troupe dramatique du Théâtre national de Prague. En 1940, elle épouse Kamil Vaeter, conseiller syndical au ministère des Finances, mais le mariage n'est pas heureux. En 1958, elle se remarie avec le directeur de théâtre et de cinéma Jiří Šebor.
Particulièrement dans sa jeunesse, elle est une actrice de cinéma recherchée, pour son physique, pour sa voix et aussi pour son interprétation. Elle se consacre également à la récitation et apparait à la radio et à la télévision. Elle enseigne également au Conservatoire de Prague. 
Elle meurt en 1989 à Prague et est inhumée au cimetière de Vinohradské.

## Convictions politiques
En 1946, elle signe le manifeste pro-communiste Májové poselství kulturních pracovníků českému lidu! (« Message de mai des travailleurs culturels au peuple tchèque ! »), publié avant les élections législatives. Ce manifeste électoral est signé par 843 travailleurs culturels et les communistes remportent les élections. En 1948, elle signe l'appel de l'intelligentsia pro-communiste Kupředu, zpátky ni krok! (cs) (« En avant, pas en arrière ! »), publié le 25 février 1948 en soutien au coup d'État communiste. En 1977, elle signe aussi l'« Anticharta (cs) ».

## Filmographie

### Cinéma
- 1966 : Flám
- 1964 : Atentát
- 1964 : Hvězda zvaná Pelyněk
- 1963 : Handlíři
- 1963 : Tvár v okne
- 1962 : Neděle ve všední den
- 1959 : Kruh
- 1957 : Padělek
- 1956 : Proti všem
- 1955 : Jan Žižka
- 1954 : Jan Hus : Sophie de Bavière
- 1950 : Veselý souboj
- 1947 : Křižovatka
- 1946 : Nezbedný bakalář : Anna
- 1944 : Pancho se žení : Rosita
- 1943 : Experiment
- 1942 : Přijdu hned (cs)
- 1941 : Modrý závoj
- 1941 : Pantáta Bezoušek
- 1941 : Turbina
- 1940 : Čekanky
- 1940 : Minulost Jany Kosinové

### Télévision
- 1982 : Kočičí hra (záznam divadelní inscenace)
- 1977 : Paličova dcera
- 1967 : Ženitba

## Récompenses et distinctions
- 1958 : Vyznamenání Za vynikající práci (cs)
- 1961 : prix du mérite du Théâtre national
- 1966 : Zasloužilý umělec

## Crédit d'auteurs
- (cs) Cet article est partiellement ou en totalité issu de l’article de Wikipédia en tchèque intitulé « Vlasta Matulová » (voir la liste des auteurs).